# Vitali Golod
Vitali Golod (ukrainisch Віталій Голод Witalij Holod, russisch Виталий Голод Witali Golod, * 23. Juni 1971 in Lwiw) ist ein ukrainischer Schachspieler, der seit 1996 für den Schachbund Israels spielt.

## Leben
Im Februar 1995 zog er gemeinsam mit seiner Familie von Lwiw, Ukraine nach Beʾer Scheva, Israel. Bei der Mannschaftseuropameisterschaft 2009 in Novi Sad, der Schacholympiade 2010 in Chanty-Mansijsk und der Schacholympiade 2012 in Istanbul war er Kapitän der israelischen Frauennationalmannschaft.

## Erfolge

### Einzelerfolge
1991 gewann er in Simferopol die letzte Einzelmeisterschaft der Ukrainischen SSR vor der Unabhängigkeit. 1993 gewann er in Ufa die offene Meisterschaft des Schachvereins Kadyr Ufa in einem Turnier der Kategorie 7, das Donau Open in Bratislava sowie das Skoda Open in Mladá Boleslav. 1994 teilte er sich den ersten Platz bei einem Kategorie-7-Turnier in Satu Mare. 1995, in dem Jahr, in dem er nach Israel gezogen war, gewann er das Iraklio Open in Iraklio. 1997 wurde er geteilter Sieger des Opens in Rischon LeZion, noch vor zum Beispiel Ilia Smirin, Lew Psachis und Alexander Goldin. Bei der israelischen Einzelmeisterschaft 2004 in Ramat Aviv wurde er punktgleich hinter Sergey Erenburg Zweiter. Im selben Jahr gewann er ein Einladungsturnier der Kategorie 9 in Santa Monica und wurde bei den 8. Offenen Bayerischen Meisterschaften in Bad Wiessee geteilter Zweiter. Die israelische Einzelmeisterschaft gewann er 2010 in Haifa mit einem Punkt Vorsprung.

### Vereinsmannschaften
In der deutschen Schachbundesliga spielt er für den SV Mülheim-Nord. In Israel spielte er für den Beerscheba Chess Club, mit dem er die israelische Mannschaftsmeisterschaft sechsmal gewinnen konnte: 2000, 2001, 2003, 2004, 2005 und 2006. Den israelischen Vereinspokal gewann er mit Beerscheba fünfmal: 1997, 1999, 2000, 2005 und 2008. Auch bei European Club Cups, dem Europapokal für Vereinsmannschaften, war er erfolgreich: Beim Club Cup 1998 in Belgrad, der zum Jahreswechsel 1998/99 ausgetragen worden war, belegte er mit der Mannschaft den dritten Platz, 2004 in Izmir erreichte er mit einer Elo-Leistung von 2716 das drittbeste Ergebnis am sechsten Brett. Beim Club Cup 2006 in Fügen wurde seine Partie gegen Wladimir Hakobjan in der vierten Runde zur besten des Turniers gewählt. Beim Club Cup 2008 in Kallithea (Chalkidiki) spielte er für seinen neuen Verein: den Aschdod Illit Chess Club, mit dem er in den Saisons 2008 und 2009 israelischer Mannschaftsmeister wurde. Insgesamt nahm er mit Beerscheba und Aschdod zwölfmal am European Club Cup teil. In den Jahren 1992 und 1994 spielte er in der rumänischen Mannschaftsmeisterschaft für Alba Iulia, 1993/94 in der Slowakei für Rimavská Sobota und in den Saisons 2006/07 sowie 2007/08 in Belgien für Het Vliegend Peerd Bredene. Mit Bredene gewann er als Aufsteiger 2007/08 die Mannschaftsmeisterschaft. In der slowakischen Extraliga spielte er in der Saison 1993/94 für den ŠK Slovan Rimavská Sobota.

## Titel
Internationaler Meister wurde er 1993, den Großmeister-Titel trägt er seit 1996. Die Normen hierfür erzielte er beim 5. Forlì-Open 1992, bei der rumänischen Mannschaftsmeisterschaft 1994 in Băile Herculane und die dritte Großmeister-Norm bei seinem Sieg des Iraklio Opens 1995. Seit 2012 trägt er zusätzlich den Titel FIDE Senior Trainer.